# Voetbalkampioenschap van Sleeswijk-Holstein 1924/25
In 1924/25 werd het derde voetbalkampioenschap van Sleeswijk-Holstein gespeeld, dat georganiseerd werd door de Noord-Duitse voetbalbond. 
De competitie werd uitgebreid naar twee reeksen die de naam Eider en Förde kregen. Kilia Kiel werd kampioen van Eider en Holstein Kiel van Förde. Beide clubs plaatsten zich voor de Noord-Duitse eindronde. Kilia versloeg in de voorronde Bremer SV 06. Holstein had een bye en ging meteen naar de groepsfase waar de club derde werd. Kilia werd laatste.

## Bezirksliga

### Groep Eider
| Plaats | Club                         | Wed. | W | G | V  | Saldo | Ptn  |
| ------ | ---------------------------- | ---- | - | - | -- | ----- | ---- |
| 1.     | FVgg 02 Kilia Kiel           | 10   | 9 | 0 | 1  | 41:14 | 18:2 |
| 2.     | VfB Union-Teutonia 1908 Kiel | 10   | 5 | 2 | 3  | 27:14 | 12:8 |
| 3.     | VfR Neumünster               | 10   | 4 | 4 | 2  | 15:14 | 12:8 |
| 4.     | FSV Borussia 03 Gaarden      | 10   | 4 | 3 | 3  | 19:22 | 11:9 |
| 5.     | SV Preußen 09 Itzehoe        | 10   | 3 | 1 | 6  | 16:24 | 7:13 |
| 6.     | VfL Nordmark 1921 Flensburg  | 10   | 0 | 0 | 10 | 7:37  | 0:20 |

|  | Kampioen, geplaatst voor Noord-Duitse eindronde |

### Groep Förde
| Plaats | Club                         | Wed. | W  | G | V  | Saldo | Ptn  |
| ------ | ---------------------------- | ---- | -- | - | -- | ----- | ---- |
| 1.     | KSV Holstein Kiel            | 10   | 10 | 0 | 0  | 49:6  | 20:0 |
| 2.     | SpV Hohenzollern-Hertha Kiel | 10   | 7  | 1 | 2  | 32:18 | 15:5 |
| 3.     | VfL 1923 Kiel                | 10   | 5  | 1 | 4  | 22:24 | 11:9 |
| 4.     | SC Olympia 1909 Neumünster   | 10   | 3  | 3 | 4  | 24:19 | 9:11 |
| 5.     | BV Gaarden 1923              | 10   | 2  | 1 | 7  | 18:30 | 5:15 |
| 6.     | VfL Heide 1905               | 10   | 0  | 0 | 10 | 7:55  | 0:20 |

|  | Kampioen, geplaatst voor Noord-Duitse eindronde |
|  | Degradatie                                      |